# Puchar Świata w Chodzie Sportowym 1975
7. Puchar Świata w Chodzie Sportowym – zawody lekkoatletyczne, które odbyły się w dniach 11–12 października 1975 w Le Grand-Quevilly.

## Rezultaty

### Mężczyźni
|               | 1. miejsce             | Rezultat | 2. miejsce       | Rezultat | 3. miejsce           | Rezultat |
| Chód na 20 km | Karl-Heinz Stadtmüller | 1:26:12  | Bernd Kannenberg | 1:26:20  | Peter Frenkel        | 1:26:54  |
| Chód na 50 km | Jewgienij Lungin       | 4:03:42  | Gerhard Weidner  | 4:09:58  | Władimir Swiecznikow | 4:11:31  |
| Drużynowo     | ZSRR                   | 117 pkt  | NRD              | 105 pkt  | RFN                  | 102 pkt  |